# The Witness for the State
The Witness for the State est un film muet américain réalisé par Colin Campbell et sorti en 1917.

## Fiche technique
- Réalisation : Colin Campbell
- Date de sortie : États-Unis : 2 octobre 1917

## Distribution
- Eugenie Besserer
- Frank Clark
- Bessie Eyton